# Josef Moser (priester)
Josef Moser (Ried im InnKreis 2 maart 1861 – 28 maart 1944) was een priester en entomoloog. 
Hij werd opgeleid tot priester in Linz, sloot zich in deze periode aan bij de Verein Für Naturkunde en knoopte daar contacten aan die ook later bleven bestaan toen hij in 1891 benoemd werd tot pastoor in Zell/Zellhof en zijn vrije tijd verder tot zijn dood wijdde aan het verzamelen en  bestuderen van kevers. Zijn collectie maakt tegenwoordig deel uit van die van het Ober-Österreichischer Landesmuseum.
Moser is geen familie van de huidige Minister van Justitie in Oostenrijk met dezelfde naam. 